# Comastoma henryi
Comastoma henryi är en gentianaväxtart som först beskrevs av William Botting Hemsley, och fick sitt nu gällande namn av Josef Holub. Comastoma henryi ingår i släktet lappgentianor, och familjen gentianaväxter. Inga underarter finns listade i Catalogue of Life.